# Équipe de Lettonie de Coupe Davis
L'équipe du Lettonie de Coupe Davis représente la Lettonie à la Coupe Davis. Elle est placée sous l'égide de la Fédération lettone de tennis.

## Historique
Créée en 1993 après la dissolution de l'URSS, l'équipe de Lettonie de Coupe Davis a réalisé sa meilleure performance en jouant à plusieurs reprises dans le groupe I de la zone Europe-Afrique.

## Joueurs de l'équipe
Les chiffres indiquent le nombre de matchs joués
- Ernests Gulbis
- Andis Juška
- Deniss Pavlovs
- Kārlis Lejnieks
- Arturs Kazijevs
- Miķelis Lībietis
- Ričards Emuliņš
- Adrians Žguns